# Tour du Calvello
Le tour du Calvello (en italien : Torre del Calcello), est une tour côtière située dans la commune de Monte Argentario (province de Grosseto), en Toscane,. Elle se trouve sur la côte nord du promontoire de l'Argentario, sur la petite colline surplombant la plage de Pozzarello (it) et qui s'élève au pied de la plus haute butte sur laquelle se dresse le fort de Pozzarello.

## Historique
La tour a été construite par les Espagnols peu après le milieu du XVIe siècle, alors que toute la zone appartenait déjà à l'État des Présides. Intégrée au système défensif du promontoire de l'Argentario, ses fonctions étaient celles d'observation et de défense de la côte nord du promontoire, pouvant communiquer en cas de danger avec les tours voisines situées le long du même tronçon côtier grâce aux signaux lumineux caractéristiques.
Au début du XIXe siècle, pendant la période napoléonienne, un autre fort fut construit à proximité de la tour, aujourd'hui disparue, qui servait à renforcer son système défensif. En 1859, la structure fut complètement désarmée et vendue plus tard à des propriétaires privés.
Durant la Seconde Guerre mondiale, plus précisément en 1943, le bâtiment fut partiellement détruit lors d'un bombardement.

## Description
La Torre del Calvello, située dans le parc d'une structure hôtelière, ne conserve que quelques vestiges après avoir été touchée par les bombardements de 1943.
À l'origine, la structure défensive était entourée d'une courtine polygonale qui délimitait la zone d'accès, où un escalier extérieur avec un pont-levis sommital menait à la porte d'entrée qui s'ouvrait sur la mezzanine.
De l'ancienne tour, seuls sont conservés les restes du mur en pierre de la base de l'escarpement de plan carré, sur lequel reposait la partie supérieure de la structure en forme de tour qui, dans son ensemble, se développait sur trois niveaux.